# Szojuz MSZ–07
A Szojuz MSZ–07 továbbfejlesztett Szojuz, egy orosz háromszemélyes szállító/mentőűrhajó, negyedik űrrepülése 2017-ben volt a Nemzetközi Űrállomáshoz. Ez a Szojuz típus 136. repülése 1967-es első startja óta. A Szojuz MSZ–07 az orosz parancsnok mellett egy japán és egy amerikai űrhajóssal a fedélzetén indult a kazahsztáni Bajkonuri űrrepülőtérről a Nemzetközi Űrállomásra (ISS). Ott a három új űrhajós csatlakozott az űrállomás három főből álló személyzetéhez, immár az 54. állandó legénység tagjaiként.

## Küldetés

### Indítás
A küldetés startja 2017. december 17-én, magyar idő szerint reggel 8 óra 21 perckor a kazahsztáni Bajkonuri űrrepülőtér 1-es indítóállásából sikeresen megtörtént. A háromfokozatú Szojuz-FG hordozórakétának mindössze 9 percre volt szüksége, hogy az űrhajót Föld körüli pályára állítsa. 
Az űrállomáshoz (ISS) jutás korábbi tervezett dátuma 2017. december 27-e lett volna, amely időpontban az ISS pályája lehetővé tette volna a gyors megközelítést, vagyis a Szojuz MSZ–07 négy Föld körüli keringés (mintegy 6 óra) alatt csatlakozhatott volna az ISS-hez annak Föld felé néző oldalán, a Rasszvet modulnál. A december 27-ei dátum épp a karácsonyi és újévi ünnepek kellős közepére esett volna, így a földi személyzetre való tekintettel előrehozták a start időpontját 10 nappal, azonban emiatt az űrhajósoknak két napot (34 pálya megtételéhez szükséges időt) kell eltölteniük a szűkös Szojuzban, mielőtt átszállhatnának a sokkal tágasabb űrállomásra. Az űrhajósok azonban így 10 nappal többet tölthetnek a világűrben.

### Visszatérés
Az űrhajó tervezett visszatérése a Földre 2018. június 3-án várható.

## Személyzet
| pozíció            | űrhajós                                                    |
| ------------------ | ---------------------------------------------------------- |
| parancsnok         | Anton Skaplerov, RKA 54. alaplegénység harmadik űrrepülése |
| fedélzeti mérnök 1 | Scott D. Tingle, NASA 54. alaplegénység első űrrepülése    |
| fedélzeti mérnök 2 | Kanaj Norisige, JAXA 54. alaplegénység első űrrepülése     |

### Tartalék személyzet
| pozíció            | űrhajós                |
| ------------------ | ---------------------- |
| parancsnok         | Szergej Prokopjev, RKA |
| fedélzeti mérnök 1 | Alexander Gerst, ESA   |
| fedélzeti mérnök 2 | Jeanette J. Epps, NASA |